# Sake
För andra betydelser, se Sake (olika betydelser).

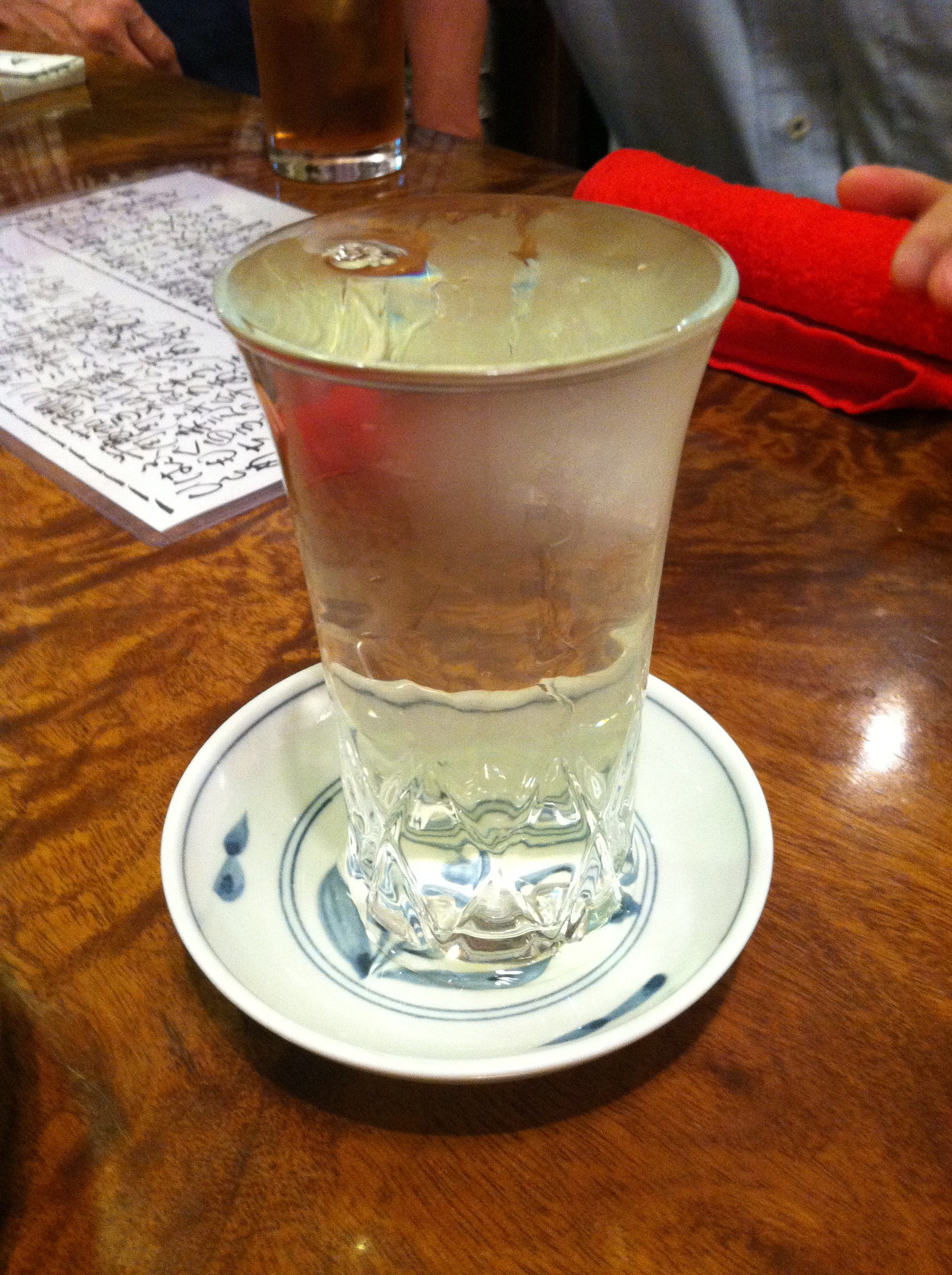
Ett glas sake.

Sake (japanska: 酒?, saké info)) är den västerländska beteckningen på en japansk alkoholhaltig dryck som bryggs av polerat ris. På japanska heter drycken nihonshu (japanska: 日本酒?, Nihonshu); ordet sake används på japanska om all alkoholhaltig dryck.
Sake går att likna vid ett vin, men tillverkningsmetoden liknar mer ölbryggning.

## Kvalitetsgrader
Sake delas in i enklare futsū-shu (普通酒) och finare tokutei meishōshu (特定名称酒). Futsū-shu är den allmänna sake som inte går under dessa definitioner av tokutei meishōshu som klassificeras i åtta grader, fyra för sake med bryggalkohol och fyra för sake utan någon tillsats:
- Honjōzō-shu (本醸造酒), med bryggalkohol tillsatt (vikten måste vara 10 % eller mindre av använd risvikt) och riskorn polerat åtminstone till 70 %.
- Tokubetsu honjōzō-shu (特別本醸造酒), honjōzō-shu med olika tillverkningsmetod (som måste anges tydligt på produkten) eller honjōzō-shu med riskorn polerat åtminstone till 60 %
- Ginjō-shu (吟醸酒), med tillsatt alkohol och riskorn polerat åtminstone till 60 %.
- Daiginjō-shu (大吟醸酒), med tillsatt alkohol och riskorn polerat åtminstone till 50 %.
- Junmai-shu (純米酒), sake utan tillsats (*tidigare definierats med riskorn polerat till 70 % eller mindre)
- Tokubetsu Junmai-shu (特別純米酒), sake utan tillsats med olika tillverkningsmetoder (som måste anges tydligt på produkten]
- Junmai ginjō-shu(純米吟醸酒), utan tillsats och riskorn polerat åtminstone till 60 %
- Junmai daiginjō-shu (純米大吟醸酒), utan tillsats och riskorn polerat åtminnstone till 50 %

## Sake i Sverige
I Sverige går Sake bara att köpa på Systembolaget eftersom det är en alkoholdryck enligt 5 § Alkohollagen (2010:1622). Där finns i januari 2025 72 sorter tillgängliga.